# Erik Ib Schmidt
Erik Ib Schmidt (5. marts 1911 på Frederiksberg – 5. december 1998) var en dansk økonom og departementschef i Finansministeriet fra 1962 til 1975. Han var gift med Inga Dahlsgaard.
Erik Ib Schmidt var en central skikkelse i opbygning af den danske velfærdsstat i efterkrigstiden, som central embedsmand allerede fra 1946. Har beskrevet sine oplevelser i bogen Fra psykopatklubben. Erindringer og optegnelser fra 1993. Han har desuden skrevet bogen Offentlig administration og planlæg.

## Uddannelse
- Uddannet cand. polit. i 1941 fra Københavns Universitet
- Dr. h.c. ved Aarhus Universitet 1984